# Petrus (Bilhorod)
Petrus war ein Geistlicher aus der Kiewer Rus, möglicherweise Bischof von Bilhorod (heute Ruinenstadt bei Bilohorodka), der Papst Innozenz IV. vor dem Konzil von Lyon 1245 von der Invasion der Rus durch die Mongolen und deren Lebensweise und Absichten berichtete.
Über sein Leben vor seiner Befragung durch den Papst und andere Prälaten ist nichts bekannt. In einer Handschrift wird er als archiepiscopus de Belgrab tituliert, er war also möglicherweise Bischof von Bilhorod. In der übrigen Überlieferung wird er nur als Erzbischof der Rus bezeichnet. Von Teilen der älteren Forschung wurde Petrus hingegen mit dem Abt des Erlöserklosters in Berestowo Petro Akerowytsch identifiziert.
Am ausführlichsten antwortete Petrus auf die Frage nach dem Ursprung der Tartaren. Hierbei nutzte er Motive, die auf Pseudo-Methodius von Patara zurückgehen. Damals waren diese auf die zeitgenössische islamische Expansion gemünzt, seit dem 11. Jahrhundert wurden sie aber von Gelehrten der Rus auf die Kiptschak und später die Mongolen bezogen. Doch für die Antworten auf die übrigen Fragen, etwa zur Religion, Lebensweise, Kampfkraft, zu den Plänen der Mongolenherrscher, zur Einhaltung von Verträgen und der Behandlung von Gesandten könnte er auf Informationen eines von ihm genannten angeblichen Schwiegersohns Dschingis Khans zurückgegriffen haben. Ob diese nicht zu identifizierende Person tatsächlich, wie angegeben, Exilant oder ein mongolischer Spion war, bleibt unklar. Peter Jackson vermutete letzteres, auch Petrus selbst könnte vielleicht im Auftrag der Mongolen gehandelt haben.
Der Bericht über diese Befragung vor Beginn des Konzils von Lyon ist einerseits aus drei Sammelhandschriften, von denen zwei auch weiteres Material zu den Mongolen enthalten, bekannt. Andererseits wurde er in die Annalen von Burton Abbey eingefügt und danach in jüngerer Zeit ediert. Matthaeus Parisiensis erweiterte den Bericht beim Einfügen in seine Chronica maiora um eigene Kommentare und exegetisches Material.

## Handschriften und Editionen
- Cambridge, Gonville and Caius College, 162/83[6], fol. 106r–v
- Kopenhagen, Kongelige Bibliotek, Acc. 2011/5[7], S. 315–318 (Digitalisat)
- Linz, Oberösterreichische Landesbibliothek, Hs.-446, fol. 267vb (Digitalisat)
- London, British Library,  Cotton MS Vespasian E III, fol. 29r–v (Digitalisat)
  - Henry Richards Luard (Hrsg.): Annales monastici. Band 1. London 1864, S. 271–275 (Textarchiv – Internet Archive)
  - Reinhold Pauli, Felix Liebermann (Hrsg.): Scriptores (in Folio) 27: Ex rerum Anglicarum scriptoribus saec. XII. et XIII.. Hannover 1885, S. 474–475 (Monumenta Germaniae Historica, Digitalisat)